# 基留希
49°44′23″N 36°2′16″E / 49.73972°N 36.03778°E
基留希（烏克蘭語：Кирюхи）是位於烏克蘭東部的村莊，由哈爾科夫州丘胡伊夫区的茲米伊夫市鎮負責管轄。該村始建於1659年，面積0.05平方公里，海拔高度139米，2001年人口14，人口密度每平方公里291.7人。